# Craig Branch
Craig Branch (Sydney, 11 febbraio 1977) è un ex sciatore alpino australiano.

## Biografia

### Stagioni 1995-2002
Specialista delle prove veloci (discesa libera e supergigante) attivo in campo internazionale dalla metà degli anni 1990 prendendo parte all'Australia New Zealand Cup, ai Mondiali juniores, alla Nor-Am Cup e - dal 1996 - alla Coppa Europa, Branch esordì in Coppa del Mondo il 10 gennaio 1999 nello slalom gigante di Flachau, senza portare a termine la gara. Il mese successivo fu ai suoi primi Mondiali, quelli di Vail/Beaver Creek, ai quali si classificò 26º nella discesa libera, 34º nel supergigante e non concluse lo slalom gigante.
Ai Mondiali di Sankt Anton am Arlberg 2001 riuscì a ottenere il suo miglior risultato iridato in carriera, il 14º posto nella combinata; si piazzò inoltre 26º nella discesa libera, 37º nel supergigante e 28º nello slalom gigante. Ai XIX Giochi olimpici invernali di Salt Lake City 2002, suo esordio olimpico, fu 45º nella discesa libera e 27º nel supergigante - suo miglior piazzamento olimpico -, mentre non completò la combinata.

### Stagioni 2003-2010
Ai Mondiali di Sankt Moritz 2003 si classificò 32º nella discesa libera e 36º nel supergigante, mentre due anni dopo, nella rassegna iridata di Bormio/Santa Caterina Valfurva, gareggiò solo nel supergigante, piazzandosi 38º. Ai XX Giochi olimpici invernali di Torino 2006 fu 32º nella discesa libera.
In Coppa del Mondo conquistò il suo miglior risultato in carriera nella discesa libera della Val Gardena del 15 dicembre 2007 (27º). Nella stagione successiva disputò i suoi ultimi Mondiali, Val-d'Isère 2009, arrivando 35º nel supergigante, mentre in occasione del suo congedo olimpico, a Vancouver 2010, Branch si classificò 34º nella discesa libera e 29º nel supergigante. La sua ultima gara in Coppa del Mondo fu il supergigante disputato a Lillehammer Kvitfjell il 7 marzo 2010, che chiuse al 43º posto, e la sua ultima gara in carriera fu la discesa libera di Coppa Europa del 13 marzo successivo a Tarvisio, in cui fu 10º.

## Palmarès

### Coppa del Mondo
- Miglior piazzamento in classifica generale: 135º nel 2008

### Nor-Am Cup
- Miglior piazzamento in classifica generale: 24º nel 1999
- 3 podi:
  - 1 secondo posto
  - 2 terzi posti

### South American Cup
- Miglior piazzamento in classifica generale: 57º nel 2010
- 1 podio:
  - 1 secondo posto

### Australia New Zealand Cup
- Miglior piazzamento in classifica generale: 6º nel 2003 e nel 2004
- Vincitore della classifica di supergigante nel 2000 e nel 2009
- 7 podi:
  - 2 vittorie
  - 1 secondo posto
  - 4 terzi posti

#### Australia New Zealand Cup - vittorie
| Data              | Località     | Paese         | Specialità |
| ----------------- | ------------ | ------------- | ---------- |
| 17 settembre 1998 | Coronet Peak | Nuova Zelanda | GS         |
| 11 settembre 2008 | Mount Hutt   | Nuova Zelanda | SG         |

Legenda:

SG = supergigante

GS = slalom gigante

### Campionati australiani
- 10 medaglie (dati dal 1994)[1]:
  - 4 ori (slalom speciale nel 1997; slalom gigante, slalom speciale nel 1998; slalom gigante nel 2003)
  - 4 argenti (slalom speciale nel 1994; slalom gigante nel 1996; slalom gigante nel 2000; slalom speciale nel 2001)
  - 2 bronzi (slalom gigante nel 1994; slalom speciale nel 2002)